# Hawaiian Open 1983
L'Hawaiian Open 1983 è stato un torneo di tennis giocato sul cemento. È stata la 10ª edizione del Hawaiian Open, che fa parte del Volvo Grand Prix 1983. Si è giocato a Maui negli Stati Uniti, dal 25 settembre al 1º ottobre 1983.

## Campioni

### Singolare
Scott Davis ha battuto in finale  Vincent Van Patten con il punteggio di 6–3, 6–7, 7–6

### Doppio
Tony Giammalva /  Steve Meister hanno battuto in finale  Mike Bauer /  Scott Davis con il punteggio di 6–3, 5–7, 6–4